# Tillamook (hardware)
Tillamook è il nome in codice del primo processore Intel pensato per l'utilizzo nei computer portatili, chiamato Mobile Pentium MMX e venne presentato l'8 settembre 1997. A quei tempi le CPU utilizzate adattate all'uso nei sistemi mobile non erano ancora specificatamente progettate per questo scopo (cosa che è avvenuta solo a partire dal 2003 con il primo Pentium M, Banias) ma si limitavano ad alcuni affinamenti progettuali delle versioni desktop (in questo caso il Pentium MMX basato sul core P55C) al fine di ridurne il consumo e poter quindi contribuire al contenimento dei consumi e quindi alla maggior durata delle batterie utilizzate in questo tipo di sistemi.

## Caratteristiche tecniche
Si trattava, come detto, di una particolare versione del core P55C alla base del Pentium MMX impiegato nel settore desktop ma, introduceva il nuovo processo produttivo a 250 nm (a differenza di quello a 350 nm del "fratello maggiore"); ai tempi Intel dichiarò che la presentazione di Tillamook, grazie al suo processo produttivo tanto avanzato, era una sorta di piccola rivoluzione dato che era la prima volta che un processore mobile veniva realizzato mediante tecnologie più avanzate del corrispondente modello desktop.
Al momento del lancio vennero presentate 2 versioni a 200 MHz (al prezzo di 604 $) e 233 MHz (al prezzo di 764 $) che nelle intenzioni del produttore avrebbero dovuto aumentare le prestazioni dei sistemi mobile a fronte però di una diminuzione dei consumi quantificabile in circa il 40%, e infatti il consumo dei due modelli era rispettivamente di 3,4 W e 3,9 W (l'aumento di prestazioni era ovviamente anche dovuto alla presenza delle istruzioni MMX); ai tempi l'autonomia tipica di un portatile era di circa 2 ore, Tillamook avrebbe dovuto offrire circa 20 minuti in più e dimensioni più contenute in modo da lasciare spazio ai produttori di integrare anche unità ottiche all'interno dei portatili.
Una delle caratteristiche che consentiva di abbassare il consumo complessivo del processore era il voltaggio di alimentazione che rispetto al passato era sceso dai 2,45 V a 1,8 V. Essendo destinato all'utilizzo nei pc portatili, non utilizzava il socket 7 del Pentium MMX, ma un particolare "modulo" chiamato MMO, il quale conteneva oltre al core vero e proprio del processore, anche la cache L2 pari a 512 kB, il nuovo Northbridge 430TX PCI e un regolatore di tensione per proteggere il processore dai possibili sbalzi di alimentazione dovuti proprio alla presenza del modulo PCI che funzionava 3,3 V. Il modulo MMO era poi collegato alla scheda madre mediante uno slot da 280 pin molto simile allo Slot 1 utilizzato nei Pentium II e il bus era a 66 MHz.
Successivamente venne presentata anche una versione a 266 MHz.

## Modelli
La tabella seguente mostra i modelli di Mobile Pentium MMX, tutti basati sul core Tillamook, arrivati sul mercato. Molti di questi condividono caratteristiche comuni pur essendo basati su core diversi; per questo motivo, allo scopo di rendere maggiormente evidente tali affinità e "alleggerire" la visualizzazione alcune colonne mostrano un valore comune a più righe. Di seguito anche una legenda dei termini (alcuni abbreviati) usati per l'intestazione delle colonne:
- Nome Commerciale: si intende il nome con cui è stato immesso in commercio quel particolare esemplare.
- Data: si intende la data di immissione sul mercato di quel particolare esemplare.
- Socket: lo zoccolo della scheda madre in cui viene inserito il processore. In questo caso il numero rappresenta oltre al nome anche il numero dei pin di contatto.
- Clock: la frequenza di funzionamento del processore.
- Molt.: sta per "Moltiplicatore" ovvero il fattore di moltiplicazione per il quale bisogna moltiplicare la frequenza di bus per ottenere la frequenza del processore.
- Pr.Prod.: sta per "Processo produttivo" e indica tipicamente la dimensione dei gate dei transistors (180 nm, 130 nm, 90 nm) e il numero di transistor integrati nel processore espresso in milioni.
- Voltag.: sta per "Voltaggio" e indica la tensione di alimentazione del processore.
- Watt: si intende il consumo massimo di quel particolare esemplare.
- Bus: frequenza del bus di sistema.
- Cache: dimensione delle cache di 1º e 2º livello.
- XD: sta per "XD-bit" e indica l'implementazione della tecnologia di sicurezza che evita l'esecuzione di codice malevolo sul computer.
- 64: sta per "EM64T" e indica l'implementazione della tecnologia a 64 bit di Intel.
- HT: sta per "Hyper-Threading" e indica l'implementazione della esclusiva tecnologia Intel che consente al sistema operativo di vedere 2 core logici.
- ST: sta per "SpeedStep Technology" ovvero la tecnologia di risparmio energetico sviluppata da Intel e inserita negli ultimi Pentium 4 Prescott serie 6xx per contenere il consumo massimo.
- VT: sta per "Vanderpool Technology", la tecnologia di virtualizzazione che rende possibile l'esecuzione simultanea di più sistemi operativi differenti contemporaneamente.

| Nome Commerciale           | Data       | Socket | Clock   | Molt. | Pr.Prod.        | Voltag. | Watt  | Bus    | Cache                     | XD | 64 | HT | ST | VT |
| -------------------------- | ---------- | ------ | ------- | ----- | --------------- | ------- | ----- | ------ | ------------------------- | -- | -- | -- | -- | -- |
| Mobile Pentium MMX 200 MHz | 8/set/1997 | MMO    | 200 MHz | 3x    | 250 nm 4,5 mil. | 1,8 V   | 3,4 W | 66 MHz | L1=32KB L2=512 kB L3=0 MB | No | No | No | No | No |
| Mobile Pentium MMX 233 MHz | 8/set/1997 | MMO    | 233 MHz | 3,5x  | 250 nm 4,5 mil. | 1,8 V   | 3,9 W | 66 MHz | L1=32KB L2=512 kB L3=0 MB | No | No | No | No | No |
| Mobile Pentium MMX 266 MHz | /gen/1998  | MMO    | 266 MHz | 4x    | 250 nm 4,5 mil. | 1,8 V   | N.A.  | 66 MHz | L1=32KB L2=512 kB L3=0 MB | No | No | No | No | No |

Nota: la tabella soprastante dovrebbe essere un estratto di quella completa contenuta nella pagina del Mobile Pentium MMX. Però, dato che gli unici modelli di Mobile Pentium MMX erano tutti basati sul core Tillamook, questa è la "copia" di quella presente nella pagina del Mobile Pentium MMX.

## Il successore
Tillamook è stato l'unico rappresentante della famiglia dei Mobile Pentium MMX, successivamente, ad aprile 1998, Intel ha ricavato dal successore del Pentium MMX, il Pentium II, una nuova CPU mobile, conosciuta come Tonga e commercializzata come Pentium II-M.